# It’s Mine
It's Mine – singel amerykańskiego zespołu hip-hopowego Mobb Deep. Utwór promował album Murda Muzik z roku 1999. Gościnnie występuje raper, Nas. Do piosenki powstał teledysk. Sampel pochodzi ze ścieżki dźwiękowej do filmu Scarface.

## Lista utworów
Side A
1. "It's Mine" (Dirty Version)
2. "It's Mine" (Instrumental)

Side B
1. "It's Mine" (Clean Version)
2. "It's Mine" (Acappella)